# Eddisch
Der Begriff des Eddischen konkretisiert sich an den im Codex Regius zusammengestellten Liedern. Was unter dem genrebildenden Attribut eddisch verstanden werden kann, scheint inzwischen einigermaßen sicher zu sein: Es handelt sich um Lieder, die von vorchristlichen germanischen Göttern und Helden erzählen. Die Spruchstrophen der Lieder-Edda, beispielsweise die Hávamál, sind nur deshalb eddisch, weil sie auf der Fiktion beruhen, dass sie auf den höchsten der Asen, auf Óðinn selbst, zurückgehen.
Eddische Dichtungen verwenden in ihren Strophen nur zwei beziehungsweise vier Arten von Versen:
- das Fornyrðislag (mit dem Málaháttr) sowie
- den Ljóðaháttr (mit dem Galdralag).

Nicht jede Strophe, die diese Versmaße verwendet, ist zugleich eddisch. Das Fornyrðislag verwendet auch der skaldische Stil. Eddische Dichtung ist einfach komponiert, beinahe prosaisch, verglichen mit der kunstvollen Skaldendichtung.
Die Abgrenzung eddisch – skaldisch bezieht sich auf die Form und den Inhalt der Dichtungen. Eddische Dichtungen thematisieren kulturelle Überzeugungen, Stoffe der Kosmogonie und Kosmologie, die kollektiv verbindlich und in ihrer Ausgestaltung überpersönlich sind. Abgrenzend ist auch, dass die eddischen Texte anonym tradiert wurden; die Autoren der Dichtungen sind namentlich nicht bekannt.